# Val-de-Vière
Val-de-Vière est une commune française, située dans le département de la Marne en région Grand Est.

## Géographie
| Bassu           | Vanault-le-Châtel    | Vanault-les-Dames |
| Vavray-le-Petit | Val-de-Vière         |                   |
| Heiltz-l'Évêque | Jussecourt-Minecourt | Sogny-en-l'Angle  |

### Hydrographie
La commune est dans la région hydrographique « la Seine de sa source au confluent de l'Oise (exclu) » au sein du bassin Seine-Normandie. Elle est drainée par la Vière, le Cru, le Flancon, le Vanichon, le cours d'eau 01 de l'Étang de Furgo, le cours d'eau 03 de l'Étang de la Carpière, le Fossé 01 du Coton, le Grand Fossé, le ruisseau de la Fontaine et le ruisseau du Moulinet,.
La Vière, d'une longueur de 42 km, prend sa source dans la commune de Noirlieu et se jette  dans la Chée à Outrepont, après avoir traversé 13 communes. Les caractéristiques hydrologiques de la Vière sont données par la station hydrologique située sur la commune. Le débit moyen mensuel est de 1,42 m3/s. Le débit moyen journalier maximum est de 30,8 m3/s, atteint lors de la crue du 4 février 2020. Le débit instantané maximal est quant à lui de 33,4 m3/s, atteint le même jour.
Le Cru, d'une longueur de 12 km, prend sa source dans la commune de Bettancourt-la-Longue et se jette  dans le Flancon à Jussecourt-Minecourt, après avoir traversé sept communes. 
Le Flancon, d'une longueur de 13 km, prend sa source dans la commune de Heiltz-le-Maurupt et se jette  dans la Vière à Vavray-le-Grand, après avoir traversé sept communes. 
Le Vanichon, d'une longueur de 11 km, prend sa source dans la commune de Vanault-le-Châtel et se jette  dans la Vière sur la commune, après avoir traversé trois communes. 

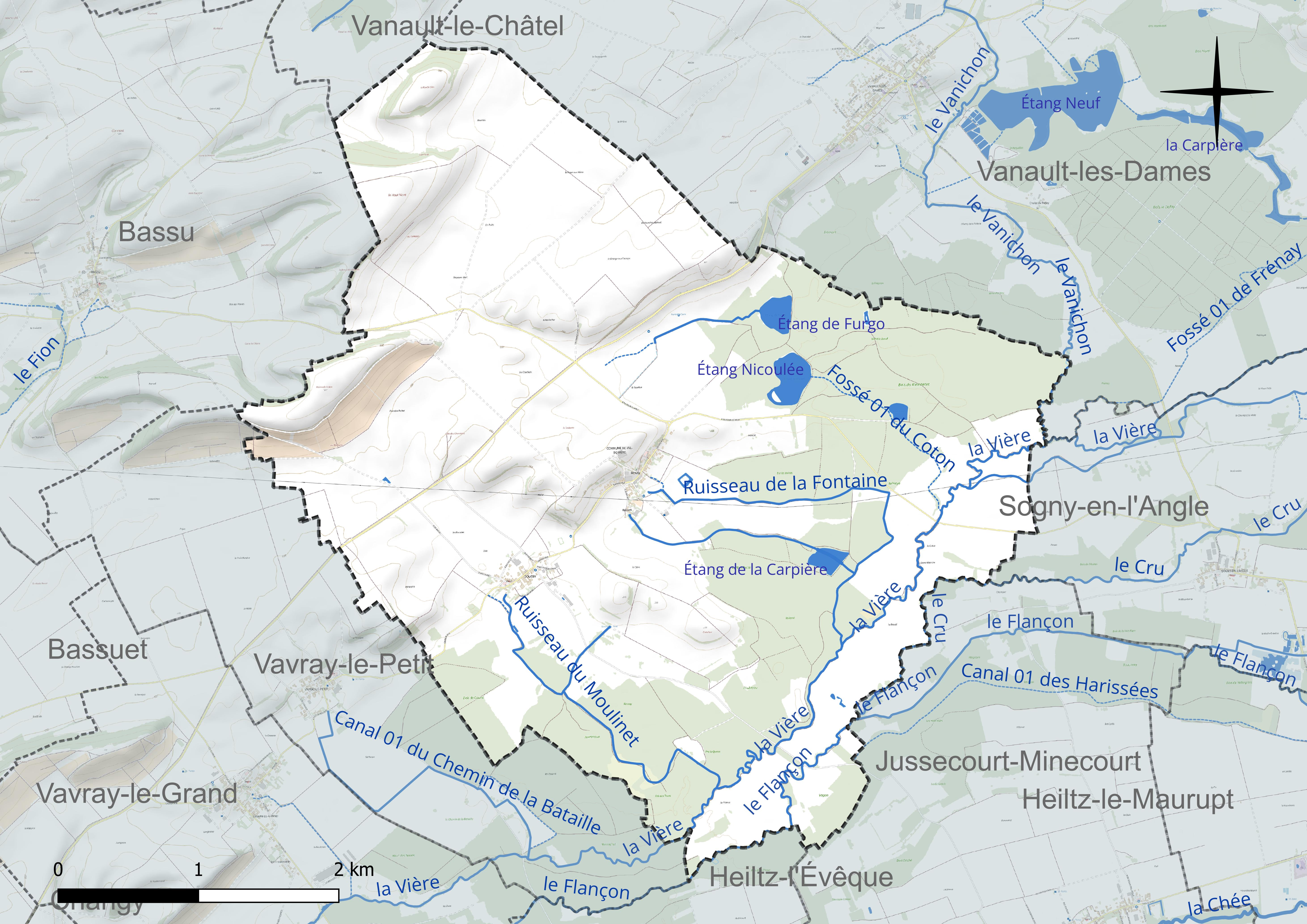
Réseau hydrographique de Val-de-Vière.

Quatre plans d'eau complètent le réseau hydrographique : le Petit étang (1,3 ha), l'étang de Furgo (4,7 ha), l'étang de la Carpière (3,3 ha) et l'étang Nicoulée (7,6 ha),.

### Climat
Pour des articles plus généraux, voir Climat du Grand Est et Climat de la Marne.
En 2010, le climat de la commune est de type climat des marges montargnardes, selon une étude du Centre national de la recherche scientifique s'appuyant sur une série de données couvrant la période 1971-2000. En 2020, Météo-France publie une typologie des climats de la France métropolitaine dans laquelle la commune est exposée à un climat océanique altéré et est dans la région climatique  Nord-est du bassin Parisien, caractérisée par un ensoleillement médiocre, une pluviométrie moyenne régulièrement répartie au cours de l’année et un hiver froid (3 °C). 
Pour la période 1971-2000, la température annuelle moyenne est de 10,4 °C, avec une amplitude thermique annuelle de 15,6 °C. Le cumul annuel moyen de précipitations est de 807 mm, avec 12,5 jours de précipitations en janvier et 8,7 jours en juillet. Pour la période 1991-2020, la température moyenne annuelle observée sur la station météorologique de Météo-France la plus proche, « Frignicourt », sur la commune de Frignicourt à 16 km à vol d'oiseau, est de 11,5 °C et le cumul annuel moyen de précipitations est de 694,6 mm. 
La température maximale relevée sur cette station est de 41,7 °C, atteinte le 25 juillet 2019 ; la température minimale est de −22 °C, atteinte le 9 janvier 1985,,. 
Les paramètres climatiques de la commune ont été estimés pour le milieu du siècle (2041-2070) selon différents scénarios d'émission de gaz à effet de serre à partir des nouvelles projections climatiques de référence DRIAS-2020. Ils sont consultables sur un site dédié publié par Météo-France en novembre 2022.

## Urbanisme

### Typologie
Au 1er janvier 2024, Val-de-Vière est catégorisée commune rurale à habitat très dispersé, selon la nouvelle grille communale de densité à sept niveaux définie par l'Insee en 2022.
Elle est située hors unité urbaine. Par ailleurs la commune fait partie de l'aire d'attraction de Vitry-le-François, dont elle est une commune de la couronne,. Cette aire, qui regroupe 73 communes, est catégorisée dans les aires de moins de 50 000 habitants,.

### Occupation des sols
L'occupation des sols de la commune, telle qu'elle ressort de la base de données européenne d’occupation biophysique des sols Corine Land Cover (CLC), est marquée par l'importance des territoires agricoles (71,5 % en 2018), une proportion identique à celle de 1990 (71,5 %). La répartition détaillée en 2018 est la suivante : 
terres arables (48,8 %), forêts (28,5 %), prairies (17 %), zones agricoles hétérogènes (3,7 %), cultures permanentes (2 %). L'évolution de l’occupation des sols de la commune et de ses infrastructures peut être observée sur les différentes représentations cartographiques du territoire : la carte de Cassini (XVIIIe siècle), la carte d'état-major (1820-1866) et les cartes ou photos aériennes de l'IGN pour la période actuelle (1950 à aujourd'hui).

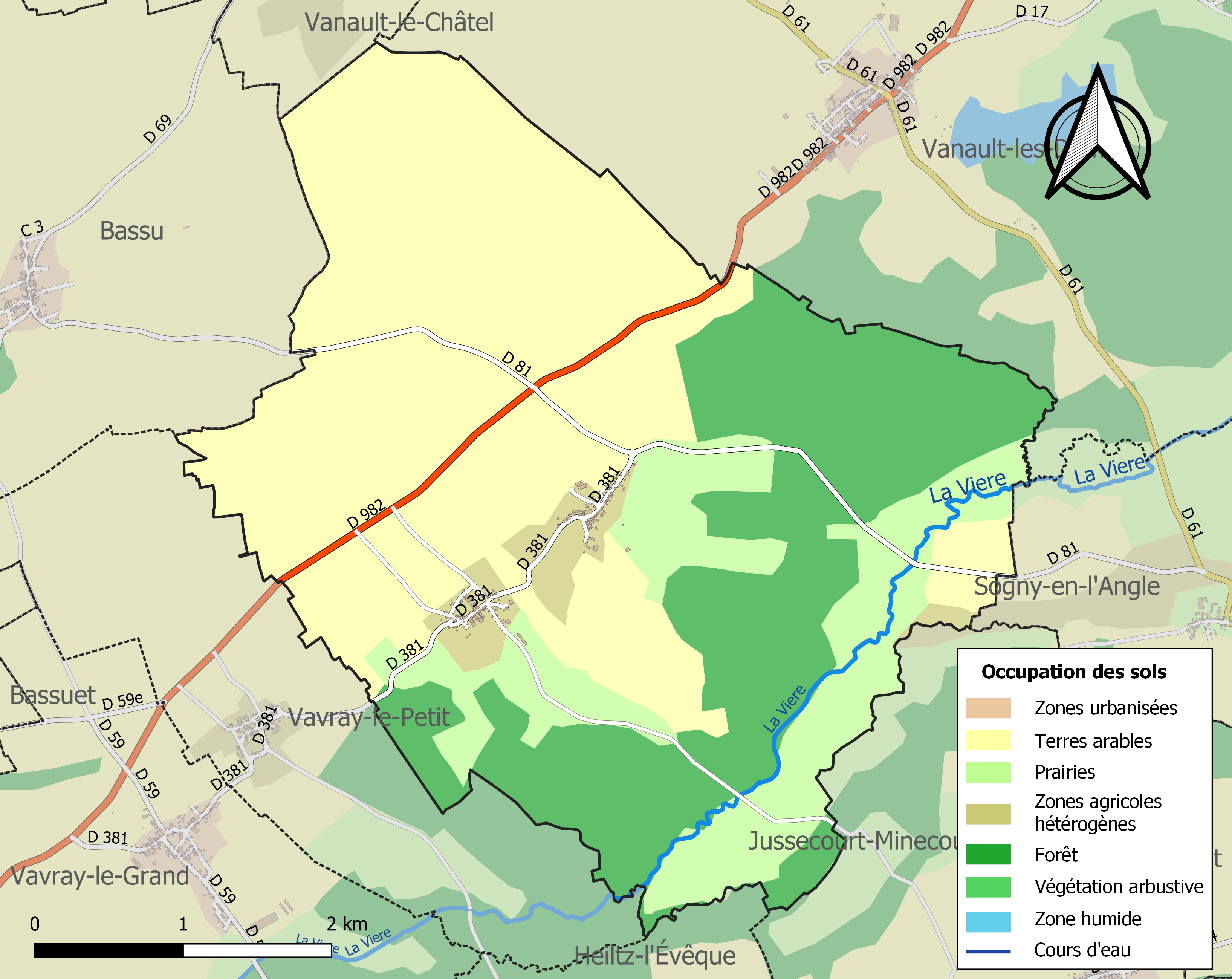
Carte des infrastructures et de l'occupation des sols de la commune en 2018 (CLC).

## Toponymie
Val, une forme de relief au sens plus restreint que celui de la vallée.

La Vière est une rivière de l'est de la France qui traverse le département de la Marne.
La commune de Val-de-Vière a été créée en 1965 par la fusion de deux communes jusque-là indépendantes : Doucey et Rosay.

Rozoy est un mot français issu de l'ancien français Ros provenant du francisque raus signifiant roseau.

Doucey, cité vers 1450 en Docei provenant du nom de personne Doccius.

## Histoire

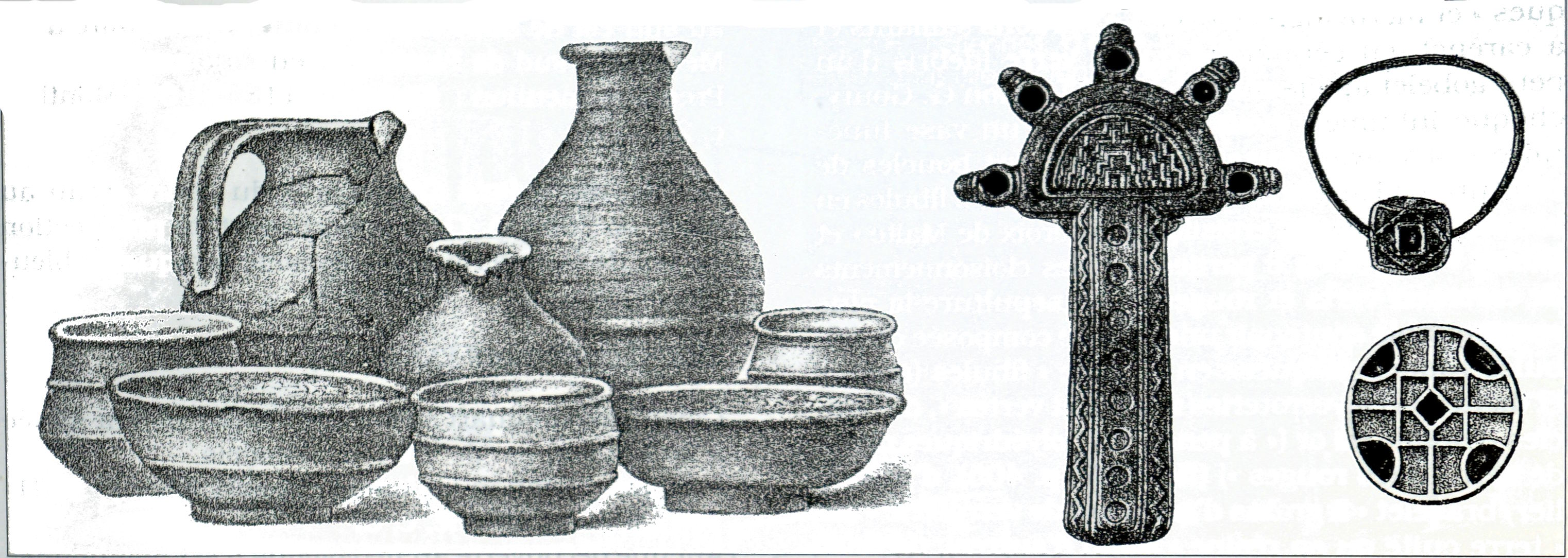
Objets découverts à Rosay.

En 1903 furent découvertes des sépultures néolithiques, de la poterie et pièces gallo-romaine et des bijoux mérovingiens au lieu-dit la Croisette de Rosay.
La commune de Val-de-Vière a été créée en 1965 par la fusion de deux communes jusque-là indépendantes : Doucey et Rosay.

### Rosay
Vers 1250 le village avait de nombreux seigneurs : Henri et Jean de Rosay, Hennri de St-Lambert, Jean de Cousances, Feryos de Ludes, Jean de Vanault, l'abbé de st-Paul de Verdun, le prieur d'Ulmoy avant le rachat du village par l'abbaye de st-Pierre-au-Mont qui y avait aussi une grange dès 1294 et il y a trente deux feux. Mais la population décroit et en 1306 certaines maisons sont vides. Il y a deux écarts connu, le moulins de Busnéimont et la grange aux champs. Le cadastre de 1830 cite : Corbeval, Combe-Aymard, les Epinottes, Haut-Mont, vigne Monciaux, le pré-saint-Pierre, le Puit-Roy.

## Politique et administration

### Intercommunalité
La commune, antérieurement membre de la communauté de communes des Côtes de Champagne, est membre, depuis le 1er janvier 2014, de la communauté de communes Côtes de Champagne et Saulx.
En effet, conformément aux prévisions du schéma départemental de coopération intercommunale (SDCI) de la Marne du 15 décembre 2011, les quatre petites intercommunalités : 

- communauté de communes de Saint-Amand-sur-Fion, 
- communauté de communes des Côtes de Champagne, 
-  communauté de communes des Trois Rivières 
- communauté de communes de Champagne et Saulx 

ont fusionné le 1er janvier 2014, en intégrant la commune isolée de Merlaut, pour former la nouvelle communauté de communes Côtes de Champagne et Saulx.

### Liste des maires
| Période                                  | Période          | Identité       | Étiquette | Qualité                                          |
| ---------------------------------------- | ---------------- | -------------- | --------- | ------------------------------------------------ |
| Les données manquantes sont à compléter. |                  |                |           |                                                  |
| 1965                                     | 1995             | Abel Chobriat  |           | Agriculteur                                      |
| 1995                                     | 2008             | Mireille Oudit | UMP       | Agricultrice Sénatrice de la Marne (2010 → 2011) |
| 2008                                     | 10/2024 (décédé) | Michel Lecocq  |           |                                                  |
| 2024                                     |                  |                |           |                                                  |

## Équipements et services publics

### Eau et déchets
Le service public des déchets est assuré par le Syndicat mixte du Sud-Est Marnais (SYMSEM), qui a mis en place une redevance incitative. La collecte des ordures ménagères résiduelles (en bacs noirs pucés ou en sacs rouges prépayés) et des emballages ménagers recyclables (en sacs jaunes) est réalisée en porte à porte. Le SYMSEM adhérant au syndicat de valorisation des ordures ménagères de la Marne (SYVALOM), ces déchets sont amenés en centre de transfert à Sainte-Menehould ou Vitry-en-Perthois, puis valorisés sur le site de La Veuve. La collecte du verre se fait en apport volontaire, avant transformation dans une usine de Reims. Pour les déchets volumineux ou dangereux, le SYMSEM met à disposition de ses habitants une plateforme de déchets verts et gravats, à Saint-Amand-sur-Fion, ainsi que 12 déchèteries, à Arrigny, Courtisols, Givry-en-Argonne, Mairy-sur-Marne, Pargny-sur-Saulx, Pogny, Sainte-Menehould, Thiéblemont-Farémont, Valmy, Vanault-les-Dames, Villers-en-Argonne et Ville-sur-Tourbe.

## Démographie
L'évolution du nombre d'habitants est connue à travers les recensements de la population effectués dans la commune depuis 1793. Pour les communes de moins de 10 000 habitants, une enquête de recensement portant sur toute la population est réalisée tous les cinq ans, les populations de référence des années intermédiaires étant quant à elles estimées par interpolation ou extrapolation. Pour la commune, le premier recensement exhaustif entrant dans le cadre du nouveau dispositif a été réalisé en 2005.

En 2022, la commune comptait 131 habitants, en évolution de +1,55 % par rapport à 2016 (Marne : −1,19 %, France hors Mayotte : +2,11 %).
| 1793 | 1800 | 1806 | 1821 | 1831 | 1836 | 1841 | 1846 | 1851 |
| ---- | ---- | ---- | ---- | ---- | ---- | ---- | ---- | ---- |
| 242  | 235  | 256  | 238  | 227  | 237  | 241  | 241  | 199  |

| 1856 | 1861 | 1866 | 1872 | 1876 | 1881 | 1886 | 1891 | 1896 |
| ---- | ---- | ---- | ---- | ---- | ---- | ---- | ---- | ---- |
| 203  | 217  | 207  | 208  | 205  | 201  | 192  | 183  | 179  |

| 1901 | 1906 | 1911 | 1921 | 1926 | 1931 | 1936 | 1946 | 1954 |
| ---- | ---- | ---- | ---- | ---- | ---- | ---- | ---- | ---- |
| 162  | 162  | 142  | 116  | 106  | 93   | 88   | 88   | 95   |

| 1962 | 1968 | 1975 | 1982 | 1990 | 1999 | 2005 | 2006 | 2010 |
| ---- | ---- | ---- | ---- | ---- | ---- | ---- | ---- | ---- |
| 85   | 169  | 128  | 147  | 136  | 129  | 121  | 122  | 124  |

| 2015 | 2020 | 2022 | - | - | - | - | - | - |
| ---- | ---- | ---- | - | - | - | - | - | - |
| 129  | 130  | 131  | - | - | - | - | - | - |

## Culture locale et patrimoine

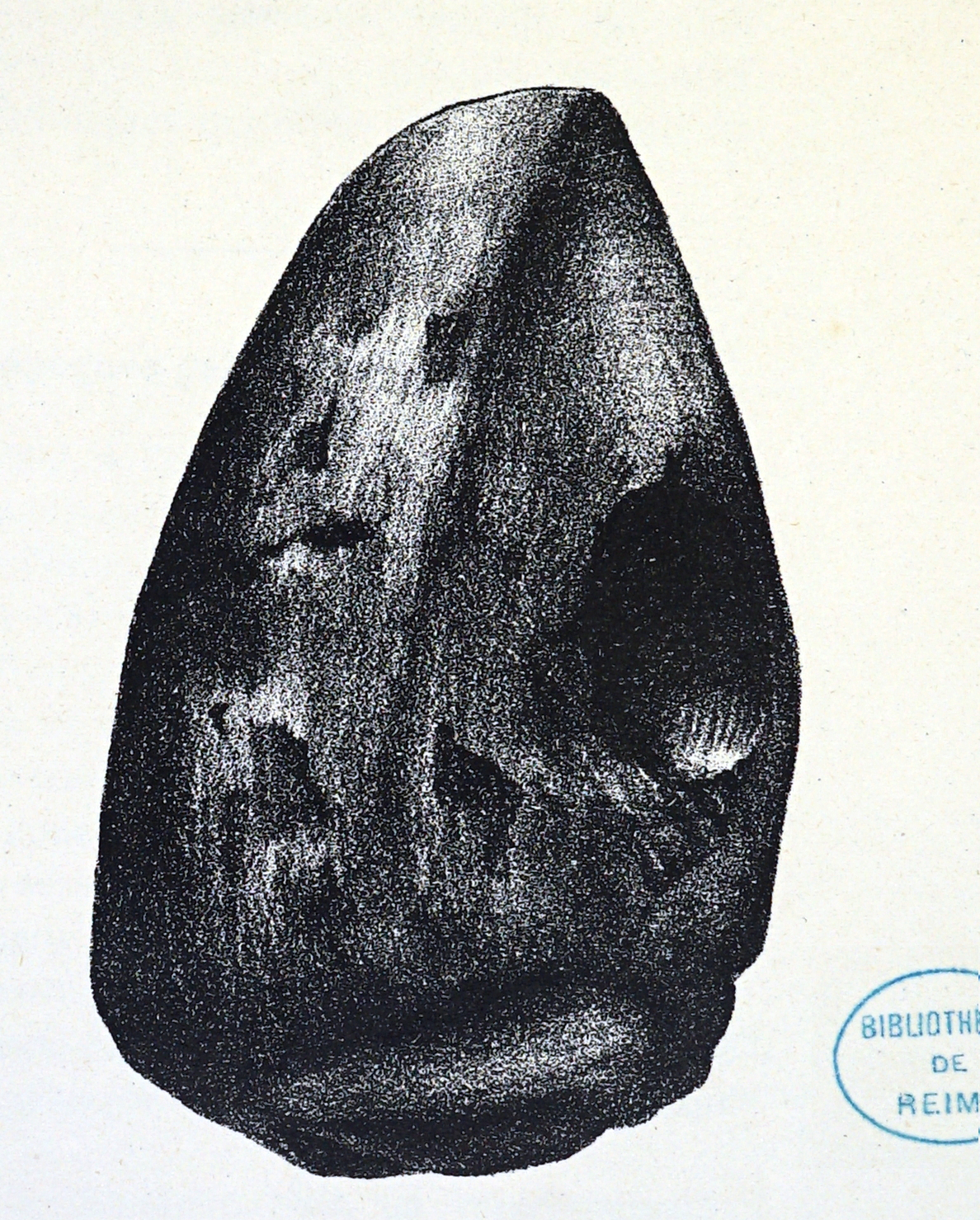
Hache de pierre trouvée à Rosay.

### Héraldique
| Armes de Val-de-Vière | Les armes de la commune se blasonnent ainsi : contre-fascé d'or et d'azur de huit pièces aux deux clefs adossées de gueules brochant sur le tout. |